# Annahof (Nörvenich)

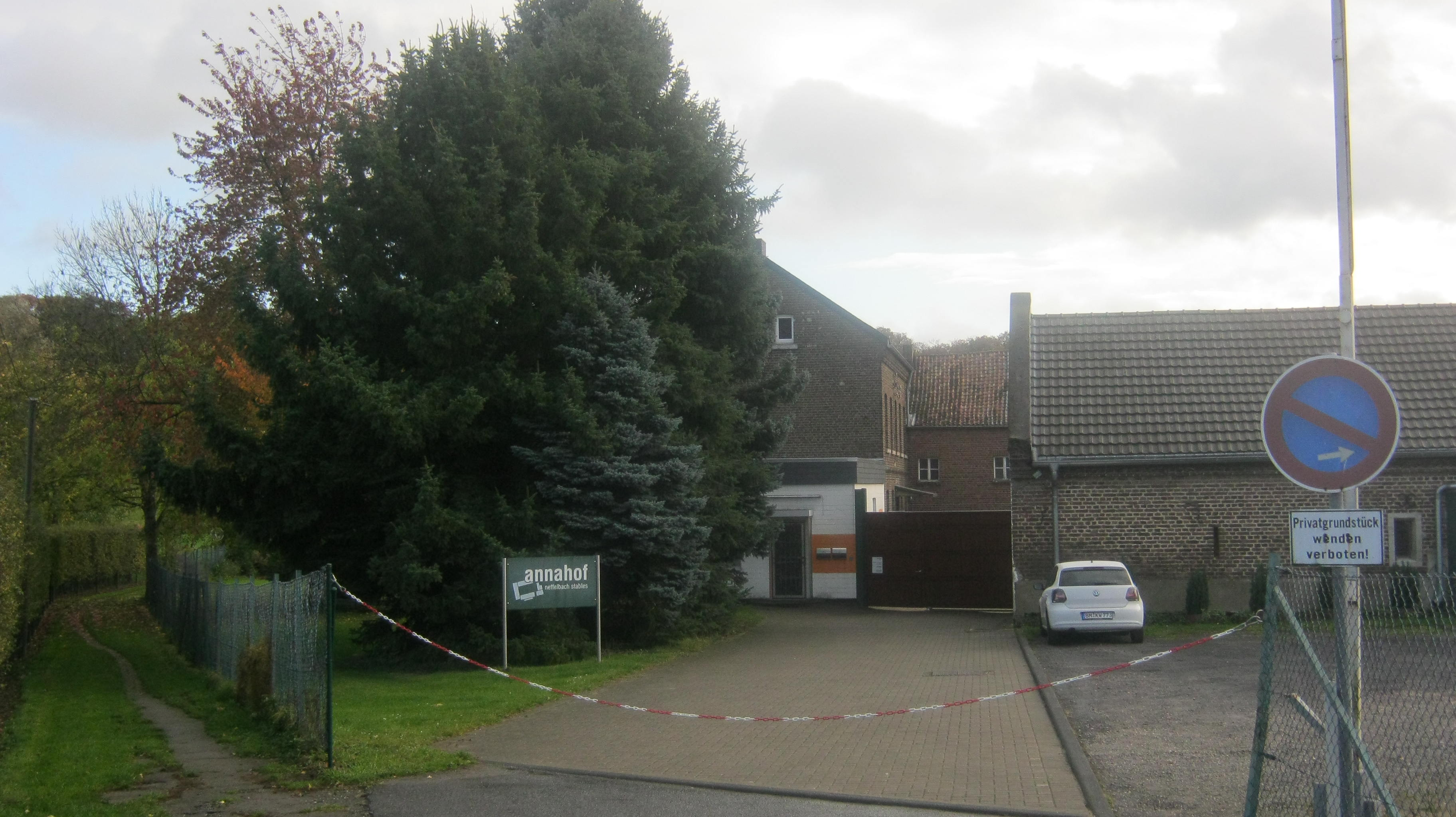
Der Annahof

Der Annahof ist ein Gutshof, der in Nörvenich im nordrhein-westfälischen Kreis Düren an der Straße Am Annahof steht.
Im Jahre 1630 bekam Johann Otto Freiherr von Gymnich durch Schenkung zahlreiche Besitzungen in Nörvenich und weiterer Umgebung. Dazu gehörte auch das Grundstück, das heute die Bezeichnung Am Annahof hat, auf dem die Obere Mühle steht. Zu welchem Zeitpunkt die Mühle gebaut wurde, ist nicht feststellbar, vermutlich in der Mitte des 17. Jahrhunderts, nachdem der bei Hochkirchen gelegene Goirshof, auch Stockemer Hof genannt, abgebrannt war.
Seit dem Jahr 1648 sind die Müller der oberen Mühle fast alle nachweisbar. In den Kirchenbüchern erscheinen sie häufig mit dem Zusatz „oberer Müller“; Molitor, Molitor Superior = oberer Müller, Müller dem Herrn zu Vischeln = Freiherr von Gymnich. Auch auf historischen Grabkreuzen auf dem Kirchhof sind einige ihrer Namen erhalten.
Die aus den Unterlagen feststellbaren Namen und Daten lauten (verkürzt angegeben):
- Arnoldus Strack, 1648–1660
- Matthias Strack, 1661–1682
- Wilhelm Stupp, 1682–1719
- Petrus Koulhaeß, 17. Jahrhundert
- Michael Schweinen, 1755–1764
- Joh. Wilh. Winandts, 1764–1808
- Heinrich Kerp, 1809–1845
- Leonhard Bergerhausen, 1841–?
- Ende 19. bis Mitte des 20. Jahrhunderts: Familien Adams und Frings

Seit etwa Mitte des 19. Jahrhunderts verlagerte sich der Schwerpunkt des Betriebes auf die Landwirtschaft. Zuletzt wurde in der Mühle nur noch Futterschrot für den Eigenbedarf hergestellt. Mühle und Hof waren nach dem Aussterben der Freiherren von Gymnich 1823 durch Heirat an die Grafen Wolff Metternich und ebenfalls durch Heirat dann an die Vicomtes de Maistre gekommen. in den 1970er Jahren wurde das Anwesen in nichtadligen Besitz verkauft.
Heute wird der Annahof als Reithof genutzt.